# 藤原清正
藤原 清正（ふじわら の きよただ）は、平安時代中期の貴族・歌人。藤原北家良門流、中納言・藤原兼輔の次男。官位は従五位上・紀伊介。三十六歌仙の一人。

## 経歴
延長8年（930年）従五位下に叙爵。朱雀朝では紀伊権介・備前権守・備後権守と地方官を歴任する。
天慶9年（946年）4月の村上天皇の即位に伴い昇殿を許されると、10月に右兵衛権佐、翌天暦元年（947年）には五位蔵人、天暦9年（955年）左近衛少将に任ぜられるなど、武官を務めながら天皇に近侍した。この間の天暦3年（949年）には従五位上に叙せられている。
天徳2年（958年）7月卒去。最終官位は左近衛少将従五位上兼紀伊介。
朱雀・村上朝の宮廷歌人であり、『天暦九年内裏紅葉合』『天暦御時内裏前栽合』『天暦御時中宮歌合』といった天暦年間に開催された内裏歌合に出詠し、多くの屏風歌を制作した。壬生忠見・藤原敦忠らとの交流があった。『後撰和歌集』（8首）以降の勅撰和歌集に計28首が入集。他選家集として勅撰集的な構成を取る『清正集』がある。

## 官歴
注記のないものは『三十六人歌仙伝』による。
- 延長8年（930年） 11月22日：従五位下（陽成院御給）
- 承平4年（934年） 正月：紀伊権介
- 時期不詳：豊前守?[4]
- 天慶5年（942年） 3月：備前権守
- 天慶7年（944年） 閏12月2日：見備後権守[5]
- 天慶9年（946年） 4月：昇殿。7月：右兵衛権佐
- 天暦元年（947年） 12月24日：五位蔵人[6]
- 天暦2年（949年） 正月7日：従五位上。2月：兼斎院長官。5月：兼修理権亮、停斎院長官
- 天暦4年（950年） 2月：近江介。3月：還昇
- 天暦9年（955年） 10月：左近衛少将
- 天暦10年（956年） 正月27日：兼紀伊介[7]。10月8日：還昇。
- 天徳2年（958年） 7月：卒去（左近衛少将従五位上兼紀伊介）

## 系譜
『尊卑分脈』による。
- 父：藤原兼輔
- 母：不詳 - 『後撰和歌集』に「清正母」として入集
- 生母不詳の子女
  - 男子：藤原光舒
  - 女子：源守清室
  - 女子：不詳 - 『拾遺和歌集』に「清正女」として入集